# Technomyrmex nitens
Technomyrmex nitens es una especie de hormiga del género Technomyrmex, subfamilia Dolichoderinae. Fue descrita científicamente por Bolton en 2007.
Se distribuye por Australia. Se ha encontrado a elevaciones de hasta 1300 metros. Vive en selvas tropicales.